# Ronald Rossi
Ronald A. Rossi (* 2. Dezember 1954 in Bronx, New York) ist ein ehemaliger US-amerikanischer Rennrodler.
Rossi war sowohl im Einsitzer als auch im Doppelsitzer aktiv. Im Einer wurde er 1982 Dritter bei den US-amerikanischen Rennrodelmeisterschaften. Im Doppel trat er mit Doug Bateman an. Zusammen wurden sie 1983 Sechster beim „Großen Preis“ in Igls. Dies war das bis dato beste Ergebnis eines US-amerikanischen Doppelsitzers. Im gleichen Jahr wurden Rossi und Bateman nordamerikanischer Meister in ihrer Disziplin. Zusammen konnten sie sich außerdem für die Olympischen Winterspiele 1984 in Sarajevo qualifizieren. Dort erreichten sie die neunten Rang.
Rossi besuchte die Lincoln High School in Yonkers, New York und war dort im Baseball und der Leichtathletik aktiv. 1979 beendete er das Manhattan College mit einem Abschluss in Elektrotechnik. Er arbeitete als Anlagenbediener einer New Yorker Werbefirma und beim US-amerikanischen Rennrodelverband lange Zeit Geschäftsführer.